# Шорох, Андрей Васильевич
Андрей Васильевич Шорох (род. 20 сентября 1982, Минск) — белорусский футболист, полузащитник.

## Биография
Воспитанник футбольной школы «Смена» (Минск), первый тренер — Владимир Ильич Заруцкий. Взрослую карьеру начал в минских клубах второй лиги «Орбита» и «Трактор».
В 2002 году перешёл в БАТЭ, но в первые полтора года играл только за дубль. Дебютный матч за основной состав сыграл 9 августа 2003 года в Кубке Беларуси против клуба «Забудова», а в высшей лиге дебютировал неделю спустя, 16 августа в игре против «Белшины». В составе БАТЭ — двукратный серебряный призёр чемпионата Беларуси (2003, 2004), финалист Кубка страны (2005). Участвовал в матчах Лиги Европы. Покинул команду после провального сезона 2005 года, когда БАТЭ занял пятое место.
В 2006 году играл в высшей лиге за «Неман» (Гродно), а в 2007 году стал победителем первой лиги с могилёвским «Савитом». В 25-летнем возрасте завершил профессиональную карьеру. В 2010-е годы играл на любительском уровне за клуб «Ника» (Минск), принимал участие в матчах Кубка Беларуси.
Всего в высшей лиге Беларуси сыграл 50 матчей, забил 1 гол.